# 长臂沙鲽
长臂沙鲽（学名：Samariscus longimanus）为輻鰭魚綱鰈形目鰈亞目冠鲽科沙鲽属的鱼类，俗名长鳍满月鲽。分布于印度洋北部以及台湾南部海区等，棲息深度185-333公尺，體長可達12公分，棲息在底層水域，生活習性不明。该物种的模式产地在斯里兰卡西部。